# Seznam belgijskih generalov
Seznam belgijskih generalov.

## B
Jules Bastin - J.E.L. Beernaerts - L.J.B.E. Blanchart - André-Hippolyte F.M. Bogaerts - Karl Wilhelm von Bormann - Maurice Bourgois - Henri Alexis Brialmont -

## C
Lambert Chardonne - Francois Clerfaut - Karl Clerfay - A.P.H. Colpin - W.E. Coppens -

## D
Raoul-Constantin-Joseph-Ghislain Daufresne de la Chevalerie - Hector-Camile-Loius Daumerie - Georges-Francois-Auguste Deffontaine - René Deguent - Maurice H.R. Delvoie - Henri-Jean-Charles-Eugène Denis - Olivier-Jules J. Derousseaux - Victor P.J. Descamps - A.L.H. Desclee - Walther Dewé - Frank De Winne - A.J.C. de Droog - R.J.L. Dubois - F.G. Duthoy - Emile F.L. Duvivier - 

## F
A.J.A.L. Frere - Gustave G.F. Fromont - 

## G
Yvan Louis Gérard - Auguste-Éduard Gilliart - E.C.P. Glorie - Ernest-Ghislain Graff - R.L.V.E. de Grave - 

## H
A.C.J. Heirman - Raoul-Leon-Camille-Joseph Baron de Hennin de Boussu-Walcourt - 

## J
Albert-Hubert-Lambert Jadot - Emile J.L. Janssens - 

## K
Victor Keersmaekers - Maurice-Colombe-Louis Keyaerts - Joseph-Hubert-Godefroid de Krake - 

## L
I.A.G. Lebert - R.P.G.A. Lepoivre - Joseph-Ghislain Leroy - A.J.P. Lesaffre - Fernand S.F. Ley - G.A.D. Lienard - Ernest Luyssen - 

## M
P.E.G. Massart - Augustin Michel - J.E.J. Michelet - Victor-Cyrille Michem - F.F. Oscar Michiels -

## N
Maximilien-Alfred-Théodore Chevalier de Nève de Roden - R.A.J. Ninitte - R.E. Nonnon - 

## P
R.J.L. Paret - Jules-Joseph Pire - 

## R
J.C.J.E. Renard - P.G.E. Renard - 

## S
Georges P. J. Serlez - Henri-Emile-Albert-Joseph Six - M.A.P.J.M. Spinette -

## T
E.E.L.P.F. Theunis - 

## V
V.E.M. Van Daele - Edouard-Marie Van den Bergen - Alfred Ferdinand Juste Marie Joseph Hubert van Caubergh - R.J.L.M.A. Van der Hofstadt - Alexis-Mathieu-Julien Van der Veken - Raoul Van Overstraeten - C.H.V.M. Van Parijs - F.F.M. Van Rolleghem - Victor-Jean-Clement Baron Van Strydonck de Burkel - E.L.J. Van Trooyen - Fernand-Georges-Hector Verstraete -

## W
Emil L. Wanty - Ernst E. Wiener - Frank De Winne - C.M.A.A. de Wulf -

## G
- Paul Georis